# Прапор Ізяславського району
Прапор Ізяславського району — офіційний символ Ізяславського району Хмельницької області України, затверджений рішенням сесії Ізяславської районної ради 21 лютого 2007 року.
Автор проєкту — А. Гречило.

## Опис
Прапор району являє собою прямокутне полотнище зі співвідношенням ширини до довжини 2:3, розділене вертикально на дві частини — від древка зелену (шириною в 1/3 довжини прапора), на якій три жовті княжі корони з червоним підбиттям, одна над одною; частина з вільного краю червона, на ній — білий хрест (ширина рамена хреста рівна 1/4 ширини прапора).